# 金·因萨拉科
金·因萨拉科（英語：Kim Insalaco，1980年11月4日—），美国女子冰球运动员，场上位置是前锋。她曾代表美国国家队参加2006年冬季奥林匹克运动会冰球比赛，获得一枚铜牌。